# Malínivka (Bilohirsk)
Malínivka (en ucraïnès: Малинівка, en rus: Малиновка, Malínovka) és un poble de la República Autònoma de Crimea a Ucraïna, que el 2014 tenia 114 habitants. Pertany al districte de Bilohirsk.